# Les Ex
Les Ex è un film del 2017 diretto da Maurice Barthélemy, remake dell'omonimo film italiano del 2009 di Fausto Brizzi.

## Trama
Sei coppie fanno il punto sulle loro relazioni sentimentali passate.